# Konkordante Bibelübersetzung
In einer konkordanten Bibelübersetzung (genauer: begriffskonkordanten Bibelübersetzung) wird für jeden Begriff in der Ursprache nach Möglichkeit immer das gleiche Wort der Zielsprache verwendet. Analog dazu werden unterschiedliche Wörter der Ursprache auch mit unterschiedlichen Begriffen in der Zielsprache wiedergegeben.

## Ziel
Ziel konkordanter Bibelübersetzungen ist es, den Wortgebrauch der Grundsprache möglichst genau abzubilden. Auch ein Leser, der die biblischen Ursprachen nicht beherrscht, soll in die Lage versetzt werden, die Verwendung eines bestimmten Wortes nachvollziehen zu können. Dabei versuchen konkordante Übersetzer, sich allein auf den Wortlaut des angenommenen Urtextes zu stützen und nicht von anderen Übersetzungsmethoden und kirchlichen Dogmen beeinflussen zu lassen. Ihre Intention ist also eine möglichst textgetreue Wiedergabe.
Sie gehen davon aus, dass die Bibel sprachlich nicht zu behandeln ist wie ein profanes Buch, sondern für sie liegt hier ein von Gott selbst erwirkter Text vor, der sich durch besonders genaue und einheitliche Wortverwendung in allen Büchern der Heiligen Schrift auszeichnet.
Befürworter der konkordanten Übersetzungsmethode stellen heraus, dass historisch-kritische Betrachtungsweisen den inneren Zusammenhang der ganzen Bibel, wie sie heute vorliegt, leicht aus dem Blick verlieren. Sie befürchten, dass das Wort Gottes durch Relativierung und Infragestellung des einheitlichen Wortgebrauchs unverbindlich und beliebig erscheinen könne. Daher sehen sie in der konkordanten Übersetzungsmethode eine Hilfe und Ergänzung für Menschen, die im Meinungspluralismus im Bereich der Bibel-Exegese nach tragfähiger Wahrheit und Gewissheit suchen.
Konkordante Übersetzungen sollen der Verkündigung in christlichen Gemeinden dienen, indem sie bestimmte Grundtextdetails so aufbereiten und vortragen, dass auch komplexe biblische Lehraussagen für eine Zuhörerschaft nachvollziehbar werden können. Sie richten sich an solche Bibelleser, die sich unabhängig von Dogmen mit dem Bibeltext beschäftigen und eine von den konfessionell bestimmten Bibelgesellschaften unabhängige Übersetzung lesen möchten. Sie werden von den großen christlichen Kirchen und ihren Gemeinden bisher kaum verwendet.

## Vorgehen und Grundprinzipien
Grundlage einer konkordanten Übersetzung ist eine Konkordanz des Urtextes. Zu jedem Wort in der Quellsprache werden alle Vorkommen im zu übersetzenden Text aufgeführt und daraus eine Übersetzung für jedes Wort erarbeitet, die aus Sicht der Übersetzer an allen Stellen einsetzbar ist. Für sie ergibt sich die einheitliche Bedeutung eines Begriffs der Ursprache aus allen Kontexten des Vorkommens. Das Ergebnis sehen sie als eine ungewohnte, aber nachvollziehbare, objektivierte Übersetzung mit stark reduziertem freiem Interpretationsanteil.
Die Übersetzung wird nach folgenden Prinzipien durchgeführt:
- Ein Wort in der Zielsprache sollte möglichst immer nur für ein Grundtextwort verwendet werden.
- Gleiche Wörter im Grundtext sollten nach Möglichkeit mit immer gleichen Wörtern in der Zielsprache übersetzt werden.
- Oft ist es dennoch unumgänglich, dass ein Wort des Grundtextes mit zwei unterschiedlichen Wörtern der Zielsprache übersetzt werden muss, weil es in der Zielsprache kein Wort gibt, das den Wortinhalt des Grundtextes vollständig abbildet. Dann wird neben der Hauptbedeutung eine Zweitbedeutung („Nebenstandard“) eingeführt. Diese muss in der Konkordanz dokumentiert werden, damit die Übersetzung nachvollziehbar bleibt.
- Die Übersetzung DaBhaR (sprich: Dawár, hebräisch für Wort, Sache) übersetzt auch Verb-Substantiv-Verwandtschaften mit gleichen Wortstämmen. Zum Beispiel gibt es dort das Verb „worten“ zum Substantiv „Wort“. Aus dem gleichen Grund wird nicht vom König, sondern vom Regenten David gesprochen. Das Verb „königen“ wurde so vermieden.
- Im Vorwort des Konkordanten Neuen Testaments heißt es: Der Wortschatz der deutschen Sprache ist nicht reich und beweglich genug, um uns mit allen notwendigen Formulierungen für die vielen sinnverwandten Ausdrücke der wunderbaren griechischen Sprache zu versehen. Man habe in dieser Übersetzung durchaus für mehrere griechische Wörter ein und dasselbe deutsche Wort verwendet und auf die Einführung zusätzlicher Wörter verzichtet. So sei diese übersichtlicher und lesbarer geblieben.

## Theologiegeschichtliche Einordnung
Obwohl das Konzept einer konsequenten konkordanten Bibelübersetzung relativ neu ist, kann diese Übersetzungsmethode als Variante der verschiedenen „strukturtreuen“ Übersetzungsmethoden in die Geschichte der Bibelübersetzungen eingegliedert werden, die den „wirkungstreuen“ Übersetzungsmethoden gegenüberstehen. Diese folgen auf ihre Weise einem Grundprinzip der Schriftauslegung Martin Luthers: biblia sacra ipsius interpres („die Heilige Schrift legt sich selbst aus“).
Die Vertreter der konkordanten Übersetzungsmethode rechnen wie der heutige christliche Biblizismus und der konservative Evangelikalismus mit der Verbalinspiration und Irrtumsfreiheit des biblischen Urtextes. Sie sind sich bewusst, dass es in den erhaltenen Bibelmanuskripten viele Textvarianten gibt, sehen darin aber kein entscheidendes Problem für das Textverständnis, da diese Unterschiede durch Textkritik weitgehend aufgearbeitet werden könnten.

## Einzelbeispiele

### Äon statt Ewigkeit
Der biblische Zeitbegriff aion (Äon) wird in herkömmlichen Übersetzungen teils als „Ewigkeit“, teils als „Zeitalter“ übersetzt. Konkordante Übersetzer sehen das als subjektive Auswahl, die theologische Vorstellungen stützen soll: beispielsweise dass die Strafe für Nichtgläubige „ewig“, nicht auf ein Zeitalter befristet sein müsse. Dagegen übersetzen sie aion so, dass sein deutsches Äquivalent an allen Stellen verwendet werden kann, wo es auftaucht: also als Zeitalter oder Äon. Sie machen auch hier Wortstämme deutlich, indem sie Adjektive an die Substantive angleichen, es also mit „äonisch“ statt – wie bei Luther – teils mit „Welt“, teils mit „ewig“ übersetzen.
Diese Methode schließt eine Bedeutung von aion als „Ewigkeit“ im Sinne unendlicher Zeitdauer aus (siehe dazu Äon (Theologie)). Dagegen wird vorgebracht, dass aion im Plural in der Regel die Ewigkeit bedeuten, und insbesondere ein Ausdruck wie aion der aionen (zum Beispiel Offb 20,10 ) gebildet wurde, um jeden Zweifel daran auszuschließen, dass es um einen ewigen Zeitraum geht.

### Hades, Gehenna statt Hölle
Luther übersetzte das griechische Wort Hades fünfmal mit „Hölle“ (zum Beispiel in Mt 16,18), je zweimal mit „Toten“ oder „Totenwelt“, einmal mit „(sein) Reich“. Das Wort gehenna übersetzte er achtmal mit „Hölle“ (zum Beispiel in Mt 5,22.29.30; 18,9; Mk 9,43.45) und viermal mit „höllisch“.
Konkordante Übersetzungen schließen eine derartige Vielfalt aus. Sie übersetzen unterschiedliche Worte unterschiedlich und gleiche Wörter an allen Stellen gleich: etwa Hades mit „Ungewahrtes“, Gehenna als bereits im griechischen Urtext fremdsprachliches Wort mit „Gehenna“. Das Wort „Hölle“ dagegen verwenden sie gar nicht. Auch hier steht neben Worttreue zum Urtext eine theologische Intention: Der Ausdruck „Hölle“ wird abgelehnt, da er unbiblische Assoziationen wachrufe und großkirchliche Dogmen stütze.

### Freundschaft statt Liebe
In Joh 21,15 stellt Jesus Christus dem Simon Petrus die bekannte Frage:
- „Simon, Sohn des Johannes, liebst du mich mehr als diese? Er spricht zu ihm: Ja, Herr, du weißt, dass ich dich liebe.“ (Einheitsübersetzung)
- „Simon, Sohn des Johannes, liebst du mich mehr als diese? Er spricht zu ihm: Ja, Herr, du weißt, dass ich dich lieb habe.“ (Elberfelder, Schlachter, Neue Genfer Übersetzung)
- „SIMOoN, Sohn des JOohA’NNES, liebst du mich mehr als diese? Er sagt zu ihm: Ja, Herr; du, ja du gewahrst, dass ich dich befreunde.“ (Die Geschriebene – DaBhaR)

Während die Einheitsübersetzung die griechischen Verben agapao und phileo mit demselben deutschen Wort „lieben“ wiedergibt, unterscheiden Elberfelder, Schlachter und Neue Genfer Bibelübersetzung „lieben“ für agapao und „lieb haben“ für phileo. Die DaBhaR verdeutlicht den Unterschied, indem sie für agapao „lieben“ und für phileo „befreunden“ verwendet. Damit macht sie auf die Wortverwandtschaft zu philos, das sie mit „Freund“ übersetzt, aufmerksam.

### Besalzer statt Fischer
In Mt 4,19 sagt Christus zu den Jüngern (DaBhaR):

„… ich werde euch zu Besalzern der Menschen machen.“

Herkömmlich wird hier meist „Menschenfischer“ übersetzt. Dem entspricht der Fisch als Symbol für Christen und ihren Missionsauftrag. Die DaBhaR verwendet stattdessen das Wort „Besalzer“, um zu zeigen, dass das griechische Wort für „Fischer“ (hALÄÄ´US oder hALIÄ´US) mit dem Wort für „Salz“ (hA´LA oder hA´LAS) verwandt ist.
Das führt in die damalige Zeit zurück, in der Fischer die gefangenen Fische mit Salz konservierten. Dieses „Haltbarmachen“ war offenbar ihre wichtigere Aufgabe, darum prägte sie die Berufsbezeichnung. Dies hat Folgen für das Verständnis des Missionsauftrags: Christen sollen offenbar eher andere Menschen für Gott „bewahren“, als sie zu „fangen“.
In Mt 28,19 heißt es nach der DaBhaR:

„Machet zu Lernenden als Gehende in all die Nationen, als jene Taufende in den Namen des Vaters und des Sohnes und des heiligen Geistes, als jene Lehrende …“

Dies versucht die Partizipialkonstruktion des griechischen Originals im Deutschen wiederzugeben. Demnach gehören zwei Dinge zum Missionsbefehl: Jünger zu „Lernenden“ der Gebote Jesu zu machen und sie im (wörtlich eis to, also in den) Namen des Vaters, des Sohnes und des Heiligen Geistes zu „taufen“ bzw. einzutauchen. In Verbindung mit dem „Besalzer“ kann man den Schluss ziehen, dass die Belehrung der Hinzugekommenen wichtiger als das bloße „Taufen“ von Jüngern, die Qualität wichtiger als die Quantität sein soll. Dies bestätigt Mt 5,13, wonach die Jünger das „Salz dieser Erde“ seien. Als Parallele dazu wird gesehen, dass die „Nationen“ – alle Völker außer Israel – oft durch das „Meer“ symbolisiert werden, das durch ein wenig „Salz“ – eine ausgewählte Gruppe von Jüngern aus Israel – stark verändert wird.
Auch hier ziehen Anhänger der konkordanten Übersetzungsmethode aus der wörtlichen Bedeutung oder etymologischen Herkunft eines Ausdrucks der Originalsprache theologische Schlüsse. Sie gehen davon aus, dass solche ungewohnten Übersetzungen einen Verfremdungseffekt haben, der ein besseres Verständnis des Bibeltextes fördern kann.

### Autorität statt Macht
In Mt 28,18 (Missionsbefehl) spricht der auferstandene Jesus zu seinen Jüngern (D):

„Mir wurde gegeben alljede Autorität …“

Die Verwendung des Begriffs „Autorität“ wird im Anhang erklärt: Die wörtliche Übersetzung von ÄX uUSI´A („aus Sein“) bedeute „aus der Vollmacht des Existenzgrundes“. Es sei nicht nur eine auf persönliches Können, Lebenserfahrung und Bewährung gegründete Vollmacht, sondern vor allem die von Gott zugeordnete Vollmacht. In Röm 13,1 verwendet Paulus von Tarsus das gleiche Wort für die staatliche Autorität, um das Verhalten der Christen ihr gegenüber zu begründen. Dies verdeutlicht, dass jede Regierung ihre Autorität ebenfalls nur aus Gott bezieht.

### Wort und Sache
Die hebräische Wortwurzel DBR (vokalisiert DaBhaR, hebräisch דבר) kann mit „Wort“ oder „Sache“ übersetzt werden. In Psalm 17,4 heißt es (DaBhaR):

„Bezüglich der Erwirkten des Menschen, – infolge des Wortes deiner Lippen – hüte ich, ja ich.“

Hier wäre die Übersetzung mit „Sache“ unzutreffend.
In Gen 19,8b (zweiter Versteil) sagt Abrahams Neffe Lot beschwörend zu seinen Nachbarn (DaBhaR):

„Nur den diesen Mannhaften, nicht tuet solche Sache.“

Hier wäre die Übersetzung mit „Wort“ kaum möglich gewesen.
Das Beispiel zeigt, dass ein und dasselbe Grundwort oft nicht mit ein und demselben Zielwort zu übersetzen ist. Die konkordante Methode erklärt dann ein Zielwort zum „Hauptstandard“ und ein anderes zum „Nebenstandard“ und gibt bei „Sache“ – dem Nebenstandard – den Hinweis „siehe: Wort“. Unter diesem Hauptstandard nennt sie alle Vorkommen des Wortes. Sie übersetzt also in einigen Fällen einen Begriff abhängig vom Kontext verschieden, kommt daher auch nicht ohne Interpretation aus. Der einheitliche Wortgebrauch bleibt jedoch das übergeordnete Anliegen der Übersetzer. Sie erwarten davon eine kontrollierbare Auslegung und ein Verringern dessen, was sie als „herkömmliche Willkür“ ansehen.

## Kritik

### Sprachwissenschaft
Linguisten führen an, dass sich Sprachen bezüglich ihrer Wortbedeutungen nie ganz entsprechen. Daher könne die konkordante Übersetzungsmethode bei Alltagstexten zu Fehldeutungen führen.
Außerdem geht die Sprachwissenschaft davon aus, dass Wörter im Allgemeinen je nach Kontext unterschiedliche Bedeutungen haben können. Die Vertreter der konkordanten Übersetzungsmethode postulieren dagegen eine außergewöhnlich exakte Begriffsverwendung in den biblischen Texten.
Wenn die konkordante Übersetzungsmethode zu einem Grundbegriff mehrere Nebenstandards aufführt, sollten diese Varianten laut den Befürwortern einen gemeinsamen Bedeutungskern haben. Varianten, so die Befürworter, können sich deshalb nicht gegenseitig ausschließen (wie zum Beispiel „Zeit“ und „Ewigkeit“, beide als Übersetzung für das Griechische „aion“). Kritiker verweisen auf die Bedeutungsverschiebungen in der Sprachentwicklung und auf die unterschiedlichen Verwendungen eines Wortes in der außerbiblischen Literatur.
Überdies kann aus der Wurzelverwandtschaft zweier Wörter nicht unbedingt darauf geschlossen wurden, dass diese auch im alltäglichen Sprachgebrauch als ähnlich oder verwandt empfunden werden. Beispielsweise sind die Deutschen Wörter „groß“ und „Groschen“ lautlich noch relativ ähnlich und auch im Ursprung verwandt, ohne dass dies im heutigen Gebrauch noch empfunden würde.
Schließlich ist aus Sicht der Sprachwissenschaft zu berücksichtigen, dass sich die Bedeutung von Wörtern im Verlauf der Jahrhunderte ändern kann und dass von daher eine Definition auf der Grundlage der genauen Wortzusammensetzung oder der etymologischen Herkunft die tatsächliche Bedeutung sowohl verdecken, als auch erläutern kann.

### Historisch-kritische Exegese
Die meisten Theologen und ausnahmslos alle wissenschaftlich-theologischen Fachwörterbücher gehen davon aus, dass gleiche Vokabeln nicht in allen Bibeltexten gleiche Bedeutungen haben. Sie halten den Ansatz, die Bibel als einheitlichen Text mit einem festen Fachvokabular anzusehen, für einen theologisch unbegründeten Biblizismus, da sich die Kontexte, Sprachstruktur, Herkunft, Autorenschaft und das Alter dieser Texte von Buch zu Buch und auch innerhalb der Bücher unterscheiden.
Eine Übersetzung, die dem Standard der theologischen Wissenschaft entspricht, muss diese Kriterien in Betracht ziehen, was beim gleichen Wort oft zu unterschiedlichen Übersetzungen in der Zielsprache führen wird. Sprachlich bedingte Abweichungen vom Originaltext werden dabei gewöhnlich in Fußnoten angemerkt.
Ebenso können Wortneuschöpfungen und der Versuch, die Sprachmelodie und Wortbetonung der Koine im Deutschen darzustellen, das Verständnis des Textes ebenso erschweren wie fördern.

### Texthermeneutische Erwägungen
Die Hermeneutik von Texten geht seit Wilhelm Dilthey und Hans-Georg Gadamer allgemein davon aus, dass übliche Übersetzungen wie alle sprachlichen Äußerungen durch das kulturelle und ideologische, im Fall von Bibelübersetzungen auch durch das theologische Weltbild des Übersetzers beeinflusst werden.
Bei der konkordanten Methode wird dies zwar weitgehend ausgeschlossen, da ein einheitlicher Wortsinn gefunden werden muss, der in allen Kontexten einsetzbar ist. Sind dabei allerdings mehrere Alternativen möglich, kann die subjektive Wahl auch hier nicht ganz ausgeschlossen werden.
Geht man außerdem von verschiedenen Sinnbedeutungen ein und desselben Ausdrucks im Grundtext aus, gehen durch eine einheitliche Übersetzung, die in der Regel eine Rückführung auf die Grundbedeutung des Begriffs zur Konsequenz hat, diese Feinheiten verloren, es sei denn, auch diese sind in Fußnoten angemerkt.

### Verständnis des Urtextes
Wie bei allen Bibelübersetzungen stellt sich auch hier die Frage nach der Authentizität des Ausgangstextes, besonders bei der hebräischen Bibel. Denn das Hebräische kennt einige Wortwurzeln, die sich ohne die Vokalisierung der Masoreten nicht unterscheiden. So kann das unkritische Bevorzugen einer einzigen Übersetzung für eine Wortwurzel dazu führen, dass andere mögliche Vokalisierungen und entsprechende Deutungen ausgeblendet werden.

## Beispiele für konkordante Bibelübersetzungen in deutscher Sprache
- Konkordantes Neues Testament (KNT)
- „Die Geschriebene“ (auch DaBhaR-Übersetzung), 1975 bis 1990, von Fritz Henning Baader initiiert[3]

weitgehend konkordant und strukturtreu:
- Buber-Rosenzweig-Übersetzung – Eine Übersetzung des AT
- Münchener Neues Testament (MNT)
- Übersetzung von Tur-Sunai[4]
- „Rabbinerbibel“ (Zunz u. a.)[5]
- Elberfelder Bibel[6]
- Das Neue Testament. Übersetzt von Fridolin Stier[7]
- Die Bibel in deutscher Fassung, übersetzt von Herbert Jantzen und Thomas Jettel

### Vertreter
- Konkordanter Verlag Pforzheim, Herausgeber des Konkordaten Neuen Testaments (KNT)
- konkordant.de Vorstellung einiger konkordanter Übersetzungen, Vergleiche mit anderen Bibelübersetzungen, Wortstudien
- Concordant Publishing Concern Verlag für englischsprachige konkordante Bibeln, enthält englischsprachige Artikel von A.E. Knoch
- Free Interlinear and Concordance Search Software englischsprachige konkordante Bibelsoftware
- kahal.de Texte von Adolph Ernst Knoch – einem der geistlichen Väter der Freunde Konkordanter Wortverkündigung e.V. in Pforzheim sowie Schriften von Arthur Muhl, Karl Geyer und Adolf Heller, den geistlichen Vätern der Christlichen Allianz, in der später die DaBhaR entstand.

### Kritiker
- Heinrich von Siebenthal: Originaltreue und die so genannte Dabhar-Übersetzung: Wie ist die Bibelübersetzung von F. H. Baader aus fachlicher Sicht zu beurteilen? In: Bibel und Gemeinde 98, Band 3 (1998). Veröffentlicht auf der Website des Bibelbundes, 10. September 2014.
- Thomas Bearth: Implizite Information: Zwischen den Zeilen der Bibel lesen? In: Bibel und Gemeinde 99, Band 2 (1999). Veröffentlicht auf der Website des Bibelbundes, 10. September 2014.